# Taylor Hackford
Taylor Edwin Hackford (* 31. prosince 1944 Santa Barbara, Kalifornie) je americký režisér a producent.
Začínal v 70. letech, kdy natočil dokument o Charlesi Bukowském Bukowski (1973). Za svůj krátký film Teenage Father (1978) získal Oscara. První velký úspěch zaznamenal filmem Důstojník a gentleman (1982). Mezi jeho další známé snímky patří Všemu navzdory (1984), Bílé noci (1985), Dolores Claiborneová (1995), Ďáblův advokát (1997), Životní zkouška (2000), Ray (2004), Parker (2013) a The Comedian (2016).
Od roku 1997 je ženatý s herečkou Helen Mirrenovou.